# Groupe stable
En théorie des modèles, un groupe stable est une structure de groupe {\displaystyle {\mathcal {G}}=(G;\,\cdot \,,\ldots )}, avec éventuellement d’autres applications, relations et constantes que la loi de groupe {\displaystyle \,\cdot \,}, dont la théorie complète associée (en) est stable au sens de la théorie de la stabilité (en) ; la théorie complète associée à {\displaystyle {\mathcal {G}}} est formée des énoncés de la logique du premier ordre qui sont satisfaits par {\displaystyle {\mathcal {G}}}.
Les groupes de rang de Morley fini forment une importante classe d’exemples de tels groupes.

## Exemples
- Un groupe de rang de Morley fini est un groupe {\displaystyle {\mathcal {G}}=(G;\,\cdot \,,\ldots )}, avec éventuellement d’autres fonctions, relations et constantes que la loi de groupe {\displaystyle \cdot }, tel que la formule {\displaystyle x=x} a un rang de Morley (en) fini dans la structure {\displaystyle {\mathcal {G}}}. Un tel groupe est stable, et même ω-stable. Les groupes de rang de Morley fini se comportent comme des objets de dimension finie. Leurs similarités frappantes aussi bien avec les groupes finis qu'avec les groupes algébriques font l'objet d'actives recherches.
- Les groupes finis sont des groupes de rang de Morley fini : leur rang de Morley est zéro.
- Les groupes algébriques définis sur un corps algébriquement clos sont des groupes de rang de Morley fini. Ceci est vrai si on les munis de leur pleine structure algébrique induite par le corps de base, et dans ce cas leur rang de Morley est égal à leur dimension comme variété algébrique, mais aussi si on les considère comme groupes abstraits.
- La théorie d'un corps différentiellement clos (en) est ω-stable. Par conséquent, tout groupe interprétable (en) dans une telle structure est aussi ω-stable ; en particulier, c'est un groupe stable.
- La théorie d'un corps séparablement clos est stable, sans être superstable (en). Par conséquent, tout groupe interprétable dans une structure de corps séparablement clos est stable, et n'est généralement pas superstable (donc pas ω-stable).
- Un théorème majeur de Zlil Sela (en) publié en 2013 montre que les groupes libres de type fini sont stables. Ce résultat lui a notamment valu le prix Karp en 2008.

## Conjecture de Cherlin-Zilber
La conjecture de Cherlin–Zilber, également appelée conjecture d’algébricité, a été formulée indépendamment par Gregory Cherlin en 1979 et Boris Zilber en 1977. Elle s’énonce ainsi :

« Tout groupe simple et infini de rang de Morley fini est un groupe algébrique sur un corps algébriquement clos. »

En d’autres termes, si {\displaystyle {\mathcal {G}}=(G;\,\cdot \,,\ldots )} est un groupe de rang de Morley fini, alors  {\displaystyle G} est isomorphe comme groupe abstrait au groupe des points {\displaystyle K}-rationnels d’un groupe algébrique simple défini sur un corps algébriquement clos {\displaystyle K}. En réalité, l’énoncé initial de Gregory Cherlin était un peu plus général puisqu’il concernait les groupes ω-stables ; cette formulation est néanmoins rapidement passée au second plan, elle est d’ailleurs rarement mentionnée. 
Une autre question formulée par Boris Zilber conjecturait également des liens profonds entre la géométrie et la théorie des modèles : il s’agissait de la conjecture de « trichotomie de Zilber ». Elle concernait les structures de rang de Morley 1 et a d’abord été réfutée par Ehud Hrushovski en 1988, avant qu’Ehud Hrushovski et Boris Zilber ne montrent dans un article paru en 1996 qu’elle est vraie sous certaines hypothèses de nature topologique. 
Dans les années 80, Alexandre Borovik (en) a proposé une approche de la conjecture de Cherlin-Zilber basée sur le transfert d’idées qui ont été fructueuses pour la classification des groupes simples finis ; cette approche est désormais connue sous le nom de « programme de Borovik ». Ce programme a permis des avancées majeures, dont les deux dernières mentionnées ci-dessous.
Concernant la construction d'un éventuel contre-exemple à la conjecture de Cherlin-Zilber, les « mauvais groupes » apparaissent comme des candidats possibles : un groupe de rang de Morley fini est dit être un « mauvais groupe » s’il est connexe (c’est-à-dire sans sous-groupe propre définissable d'indice fini), non résoluble, et si ses sous-groupes propres définissables et connexes sont tous nilpotents. Cependant, leur existence reste une question ouverte.
Un cas majeur de la conjecture a été démontré en 2008 :
- Tuna Altınel, Alexandre Borovik et Gregory Cherlin ont démontré la conjecture pour les groupes simples de rang de Morley fini ayant un sous-groupe infini d’exposant 2 : la démonstration fait l’objet d'un livre de 556 pages édité par l’American Mathematical Society en 2008 (« Simple groups of finite Morley rank » (consulté le 13 juin 2019)).

Elle a aussi été démontrée dans d'autres cas particuliers, par exemple : 
- un théorème de Markus Reineke montre que tout groupe connexe de rang de Morley 1 est abélien.
- Gregory Cherlin a démontré que tout groupe connexe de rang de Morley 2 est résoluble.
- Gregory Cherlin a démontré que tout groupe simple de rang de Morley 3 est soit un « mauvais groupe », soit isomorphe à PSL{\displaystyle _{2}(K}) pour un corps algébriquement clos {\displaystyle K} définissable dans {\displaystyle G}.
- Simon R. Thomas a démontré la conjecture pour les groupes localement finis (en) dans sa thèse en 1983.
- Jeffrey Burdges a démontré que, dans un contre-exemple minimal à la conjecture de Cherlin-Zilber (« minimal » s’entend dans le sens où la conjecture est satisfaite pour les  quotients entre deux sous-groupes définissables propres), il n’y a pas de 2-sous-groupe de Prüfer avec un sous-groupe isomorphe à ℤ2{\displaystyle \times }ℤ2{\displaystyle \times }ℤ2.